# Lophotis savilei
El sisón moñudo saheliano (Lophotis savilei) es una especie de ave otidiforme de la familia Otididae nativa del África subsahariana.

## Distribución geográfica y hábitat
Puede encontrase a lo largo del Sahel distribuido por: Burkina Faso, Camerún, Chad, Costa de Marfil, Gambia, Mali, Mauritania, Níger, Nigeria, Senegal y Sudán.